# Paul Gordan
Paul Albert Gordan (1837-1912) va ser un matemàtic alemany, que es va especialitzar en la teoria dels invariants.

## Vida i Obra
Gordan era fill d'un comerciant jueu, i va estudiar en una escola de negocis abans de treballar un temps en un banc. Però la seva afició per les matemàtiques el va portar a Berlín el 1855 per assistir a les classes d'Ernst Kummer. Va estudiar matemàtiques a les universitats de Breslau i Königsberg, doctorant-se el 1862 amb una tesi sobre les geodèsiques dels esferoides.
El 1863 va ser nomenat professor de la universitat de Giessen, on va fer amistat amb Alfred Clebsch i es va casar. El 1874 va ser nomenat professor de la Universitat d'Erlangen en la qual coincideix un any amb Felix Klein i coneix i fa amistat amb Max Noether. Gordan es retirà de la docència el 1910.
Gordan va ser conegut a la seva època com el rei dels invariants, ja que el 1868 havia demostrat que els invariants d'un sistema de formes binàries tenen una base finita. Malgrat això, no havia aconseguit demostrar-ho per les formes ternàries o d'ordre superior.
És coneguda l'anècdota (explicada per Max Noether el 1914) que, quan va llegir la demostració de David Hilbert (1888), va exclamar: Das ist keine Mathematik, das ist Theologie! (Això no son matemàtiques. Això és teologia!).
Gordan també havia treballat amb Clebsch, durant els seus primers anys a Giessen, sobre funcions abelianes.
Gordan va ser el tutor de tesi d'Emmy Noether, filla del seu amic Max i la primera dona en rebre un doctorat a Alemanya.